# Heinrich Rittner
Joseph Heinrich Rittner, auch Henri Rittner oder Joseph-Henri Rittner (* 31. Mai 1802 in Ellwangen, Fürstpropstei Ellwangen; † 8. Dezember 1840 in Paris), war ein deutscher Kunst- und Grafikhändler sowie Verleger.

## Leben

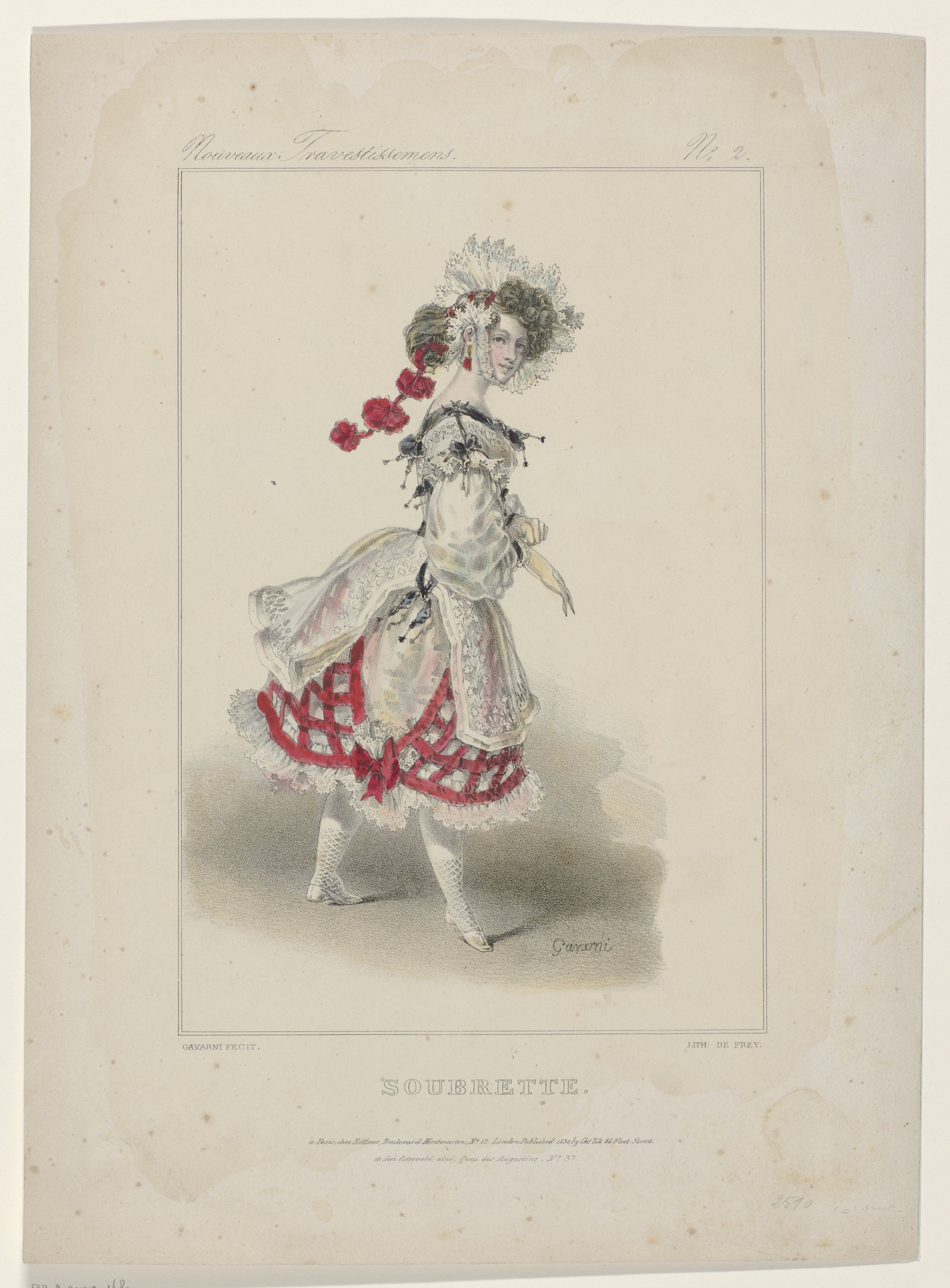
Soubrette. Illustration von Paul Gavarni in: Nouveaux Travestissements, verlegt bei Henri Rittner in Paris, veröffentlicht in London 1830

Ein Heinrich Rittner (1765–1835) war zu Beginn des 19. Jahrhunderts als Besitzer einer bekannten Kupferstichhandlung in Dresden greifbar. Diese wurde 1818 von Ernst Arnold übernommen. 1825 zog ein Stuttgarter Grafikhändler Henri Rittner nach Paris. Nach einem anonymen Autor handelte es sich bei Henri Rittner um einen „Sohn des bekannten Rittner aus Dresden“. Rittner arbeitete zunächst in der Pariser Grafikhandlung Giraldon-Bonvinet in der Passage Vivienne. Im Jahr 1827 eröffnete Rittner – wohl unter Mithilfe des Stechers und Grafikhändlers David Ferdinand d’Ostervald (auch Osterwald, 1763–1843), eines Bruders des Kartografen und Zeichners Jean-Frédéric d’Ostervald – ein eigenes Geschäft am Boulevard Montmartre 12. Im November 1827 publizierte er vier lithografierte Illustrationen für François-René de Chateaubriands René & Aula, die Alexandre-Joseph Desenne (1785–1827) gezeichnet hatte. Mit d’Ostervald gab er eine Serie von 74 Skizzen verschiedener Künstler heraus.
Wahrscheinlich über den Maler Charles Mozin lernte Rittner Adolphe Goupil kennen, mit dem er im Februar 1829 in der Firma Rittner & Groupil eine erfolgreiche Partnerschaft einging. Das Unternehmen Rittner & Groupil beschäftigte sich mit dem Drucken und Verlegen von Grafiken und operierte hauptsächlich in Frankreich, England und Deutschland. In den 1830er Jahren nahm es eine zunehmend bedeutende Stellung im europäischen Grafikhandel ein. Aus dem Unternehmen entwickelte Groupil nach Rittners Tod den bedeutendsten europäischen Kunstverlag des 19. Jahrhunderts. 1834 heiratete Rittner Julie Antoinette Brincard, die Schwester von Groupils Ehefrau. Rittner starb 38-jährig an einer plötzlichen Gehirnblutung.